# Danh sách đĩa đơn quán quân alternative thập niên 2000

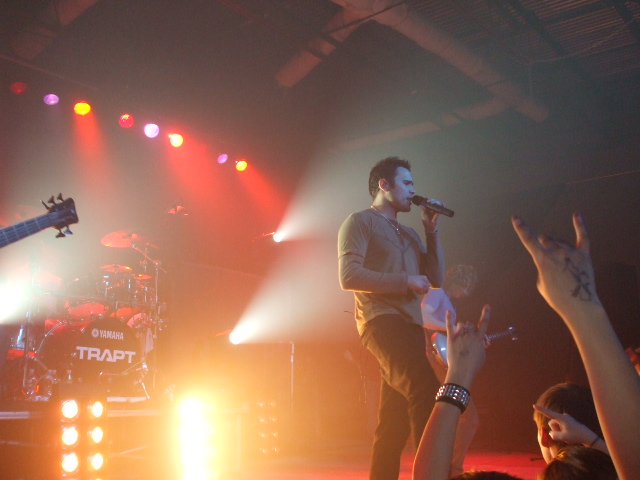
"Headstrong" của ban nhạc rock người Mỹ Trapt (ảnh) là đĩa đơn thành công nhất thập niên 2000 trên bảng xếp hạng Billboard alternative.

Alternative Songs là một bảng xếp hạng âm nhạc xếp hạng những bài hát được chơi nhiều nhất trên các đài phát thanh modern rock của Mỹ. Do tạp chí công nghiệp âm nhạc Billboard xuất bản và giới thiệu vào tháng 9 năm 1988, bảng xếp hạng này dựa trên dữ liệu phát sóng theo dõi bằng điện tử của Nielsen Broadcast Data Systems từ khoảng 80 đài phát thanh rock quốc gia. Các ca khúc được xếp hạng theo cách tính tổng số lần phát trên radio mỗi tuần và "ấn tượng của người nghe", dựa trên thời gian số lần phát sóng chính xác và hệ thống dữ liệu nghe Arbitron của mỗi đài.